# FS ALn 668 sorozat
Az FS Aln 668 sorozat egy olasz (1A)(A1) tengelyelrendezésű dízel-hidraulikus erőátvitelű dízelmotorvonat-sorozat. 1954 és 1981 között gyártotta a FIAT Ferroviaria. Összesen 787 db készült belőle tizenkét szériában az FS részére. A motorvonat-sorozat svéd rokona az SJ Y1 sorozat.